# Ольховка (Чернушинский район)
Ольховка — деревня в Чернушинском районе Пермского края. Входит в состав Тюинского сельского поселения.
Находится примерно в 24 км к востоку от центра города Чернушки. На данный момент деревня полностью заброшена. 

## История
Известна с 1851 г.

## Население
В 2005 году численность населения составляла 2 человека.
По результатам переписи 2010 года численность населения составила 2 человека (две женщины).